# Karl-Johan Lindblad
Karl-Johan Lindblad, född 21 mars 1992 i Växjö, är en svensk fotbollsspelare (försvarare). Han har tidigare spelat för Östers IF, Örgryte IS, Räppe GoIF och Alvesta GIF.
Karl-Johan Lindblad är son till den förre Österspelaren Pelle Lindblad som spelade allsvenskt för klubben under 80-talet.

## Karriär
Lindblad har tillhört moderklubben Östers IF sedan barnsben. Som ung var Lindblad med och vann Distriktpojkcupen med Småland 2008 och blev dessutom uttagen till P18/92-landslagssamlingen 2010. Samma år blev Lindblad seniorspelare, men debuten kom inte förrän säsongen därpå. 2012 gjorde Lindblad åtta matcher i Östers IF:s segerår i Superettan. Lindblad fick därmed en kontraktsförlängning till 2015. Skador och hård konkurrens satte dock stopp för allsvenskt spel 2013. Efter att Öster återvänt till Superettan 2014 fick Lindblad spela alltmer. Dock degraderades klubben återigen, och huserade mellan 2015 och 2016 i Division 1 där Lindblad var en regelbunden startspelare.
Inför säsongen 2018 skrev han ett tvåårskontrakt med Örgryte IS. I februari 2021 värvades Lindblad av Växjö-laget Räppe GoIF. Han avslutade karriären efter säsongen 2021 men gjorde 2023 comeback i division 4-klubben Alvesta GIF.